# Смерть Сталина (фильм)
«Смерть Ста́лина» (англ. The Death of Stalin) — политико-сатирическая чёрная комедия режиссёра Армандо Ианнуччи. Снята в 2017 году по одноимённому графическому роману Фабьена Нури и Тьерри Робена. Фильм повествует о последних часах жизни лидера СССР Иосифа Сталина и политической борьбе за власть его ближайшего окружения сразу после его кончины в начале марта 1953 года.
Главные роли в картине сыграли: Стив Бушеми, Саймон Расселл Бил, Джейсон Айзекс, Руперт Френд и Ольга Куриленко.
Премьера фильма состоялась 15 сентября 2017 года на Международном кинофестивале в Торонто (Канада). В Великобритании фильм впервые вышел на экраны 20 октября 2017 года.
Фильм отмечен премией Международной федерации кинопрессы за лучший фильм кинофестиваля в Турине в 2017 году, премией Европейской киноакадемии 2018 года в номинации «Лучшая комедия», а актёр Саймон Рассел Бил и некоторые участники съёмочный группы награждены за работу в фильме премией британского независимого кино 2017 года.

## Сюжет
СССР, март 1953 года. Пианистка Мария Юдина вкладывает в конверт с грампластинкой записку с пожеланием смерти Сталину. На Ближней даче Иосиф Сталин читает записку, смеётся и в судорогах падает. Его находят парализованным в луже мочи. Смерть Сталина через несколько дней наступает в результате кровоизлияния в мозг.
После его похорон начинается борьба за власть, в которую активно включаются Никита Хрущёв и Лаврентий Берия. Оба претендента стремятся склонить на свою сторону старых членов Политбюро ЦК КПСС, а также использовать детей Сталина (Светлану и Василия) в своих целях. Берия же освобождает жену Молотова Полину.
Впоследствии в гонку вступает и маршал Жуков, недовольный действиями Берии. В результате совместных действий Хрущёв и Жуков склоняют на свою сторону формального руководителя государства Георгия Маленкова, Вячеслава Молотова и других членов Президиума ЦК КПСС и сначала арестовывают,а затем убивают Берию, сжигая его во дворе

## В ролях
| Актёр                 | Роль                                                      |
| --------------------- | --------------------------------------------------------- |
| Стив Бушеми           | Никита Хрущёв, первый секретарь Московского комитета КПСС |
| Саймон Расселл Бил    | Лаврентий Берия, глава МВД                                |
| Джеффри Тэмбор        | Георгий Маленков, заместитель Сталина                     |
| Майкл Пейлин          | Вячеслав Молотов, министр иностранных дел                 |
| Дермот Краули         | Лазарь Каганович, председатель комитета по труду          |
| Пол Уайтхаус          | Анастас Микоян, министр торговли                          |
| Пол Чахиди            | Николай Булганин, министр обороны                         |
| Джейсон Айзекс        | Маршал Георгий Жуков, главнокомандующий Советской Армией  |
| Ольга Куриленко       | Мария Вениаминовна Юдина, пианистка                       |
| Андреа Райсборо       | Светлана, дочь Сталина                                    |
| Руперт Френд          | Василий, сын Иосифа Сталина                               |
| Эдриан Маклафлин      | Иосиф Сталин                                              |
| Том Брук              | Сергей                                                    |
| Пэдди Консидайн       | Андреев                                                   |
| Джастин Эдвардс       | Спартак Соколов                                           |
| Пол Рэди              | офицер НКВД Делов                                         |
| Ричард Брейк          | Тарасов                                                   |
| Джонатан Арис         | Межников                                                  |
| Роджер Эштон-Гриффитс | музыкант                                                  |
| Кара Хорган           | Лидия Тимашук, врач-кардиолог                             |
| Джеральд Лепковски    | Леонид Брежнев, кандидат в члены Президиума ЦК КПСС       |
| Дэниел Фирн           | Иван Конев, маршал Советского Союза                       |
| Лука да Сильва        | Кирилл Москаленко, маршал Советского Союза                |
| Дэйв Вонг             | Чжоу Эньлай, китайский деятель                            |
| Диана Квик            | Полина Семёновна Молотова                                 |
| Джун Ватсон           | Матрёна Петровна Бутусова, экономка Сталина               |
| Дэвид Кроу            | Хрусталёв, помощник Берии                                 |
| Карл Джонсон          | доктор Лукомский                                          |
| Сильвестра Ле Тузель  | Нина Петровна Кухарчук-Хрущёва, жена Никиты Хрущёва       |

## Замысел
Фильм основан на графическом романе (комиксе) французских авторов Фабьена Нури и Тьерри Робена «Смерть Сталина. История, истинно… советская», первый том которого «Агония» был издан в 2010 году, а второй — «Похороны» — в 2012 году; русский перевод издан в апреле 2018 года. Фабьен Нури обратился к страшной истории смерти советского вождя, намереваясь создать собственный киносценарий триллера, но, в итоге, совместно с Тьерри Робеном пришёл к комиксу, формат которого лучше отражал трагизм истории. Как утверждает Фабьен Нури, он «не изобрёл ничего», а, наоборот, был вынужден изъять некоторые исторические детали, оказавшиеся чересчур безумными, а основным вдохновением для сюжета называет фильм «Доктор Стрейнджлав» (1964) режиссёра Стэнли Кубрика.
При работе над сценарием британские авторы — Армандо Ианнуччи, Дэвид Шнайдер, Иэн Мартин, Питер Феллоуз — использовали повествовательную структуру, созданную Нури и Робеном, и усилили сатирический посыл по сравнению с более серьёзной графической новеллой, сохранив ужас и трагизм истории. По словам Ианнуччи, авторы старались отнестись к историческим событиям с максимальным уважением и с пониманием того, что происходившее с миллионами людей в СССР не было смешно, однако можно использовать комедию для исследования мировоззрения советских политиков и смеяться над «подковёрными интригами этих взрослых людей, которые внезапно ведут себя как дети».
В ходе подготовки к съёмкам авторы съездили в Москву, где посетили Кремль, дачу Сталина, пообщались с историками и заставшими 1950-е годы москвичами, а также посмотрели такие российские фильмы как «Утомлённые солнцем» (1994) Никиты Михалкова и «Хрусталёв, машину!» (1998) Алексея Германа.

## Музыка
Фильм открывается звуками адажио из концерта для фортепиано с оркестром № 23 Моцарта, за роялем сидит любимая пианистка Сталина Мария Юдина (её играет Ольга Куриленко). Этой же музыкой фильм завершается, в зале исполнение Юдиной слушают уже другие руководители. Ианнуччи стремился начать фильм прекрасной музыкой Моцарта, с тем чтобы постепенно красота сменилась на нечто ужасающее. Сталину в действительности нравилась игра пианистки, и показанная в фильме история спешной записи пластинки с понравившимся вождю исполнением Марии Юдиной была описана в воспоминаниях Дмитрия Шостаковича, там же композитор пересказывает историю о том, что пластинка стояла на проигрывателе в момент смерти Сталина.
Оригинальный саундтрек к фильму создал композитор Кристофер Уиллис, при написании музыки он вдохновлялся творчеством советских композиторов 1950-х годов, прежде всего Дмитрия Шостаковича и Моисея Вайнберга. По словам Уиллиса, Шостакович и Вайнберг в работах того периода «пытаются быть счастливыми, но у них не получается», и это подходящее фильму «маниакальное» качество Уиллис старался сохранить в своей работе над музыкой к картине.

## Производство
Работа над фильмом началась в мае, съёмки — в июне 2016 года. Ради работы в этой картине Армандо Ианнуччи оставил продюсирование телевизионного проекта «Вице-президент» ещё до окончания последнего сезона. Натурные съёмки велись в Лондоне: использовались Блайт-хауз и Александра-палас, и в Киеве: задержания «врагов народа» происходили в доме на улице Олеся Гончара, Горсовет стал в фильме зданием НКВД, а павильон Экспоцентра — Домом Союзов.

## Продвижение
11 августа 2017 года вышел трейлер фильма. Версия трейлера, дублированная на русский язык, вышла 7 ноября 2017 года.
Премьерный фестивальный показ фильма состоялся 15 сентября 2017 года на Международном кинофестивале в Торонто (Канада).

## Прокат и цензура
На европейском кинорынке дистрибьютерская компания IFC Films выкупила права для показа фильма в Северной Америке. Предпродажи фильма прошли для проката Австралии, Германии, Греции, Польши, Румынии, Швейцарии.
Прокат фильма в Великобритании начался 20 октября 2017 года, фильм вошёл в пятёрку наиболее успешных премьер недели. Премьера в США запланирована на 9 марта 2018 года.
Выход фильма на экраны и продажа билетов были приостановлены в Белоруссии. Министерство культуры Республики Беларусь решило предварительно посмотреть фильм и потом принять окончательное решение о его показе и после просмотра разрешило прокат фильма, не выявив фактов нарушения законодательства. Комедия вышла в прокат в кинотеатрах Беларуси 8 февраля.
В конце января и начале февраля 2018 года премьеры фильма прошли в Армении, Казахстане, Украине. Фильм был запрещен к показу в кинотеатрах Министерством культуры Азербайджана.

### Отзыв прокатного удостоверения в России
Премьера в России была запланирована на 25 января 2018 года, прокатное удостоверение фильму было выдано Министерством культуры Российской Федерации 17 января 2018 года.
Ещё в сентябре 2017 года к отказу от проката фильма «Смерть Сталина» призывал бывший глава и действующий член общественного совета при министерстве культуры Павел Пожигайло, который предположил, что фильм подействует на коммунистов так же, как фильм «Матильда», по его мнению, подействовал на православных, и назвал выпуск этих фильмов частью «спланированной провокации». Представители КПРФ и основатель российской политической «Партии Великое Отечество» Николай Стариков назвали картину «недружелюбным актом со стороны британского класса интеллектуалов» и элементом «антироссийской информационной войны», нацеленной на дискредитирование фигуры Сталина.
После организованного 22 января 2018 года Министерством культуры РФ «предварительного просмотра» фильма, на котором присутствовали депутаты Государственной думы, в частности, зампред Комитета по культуре Елена Драпеко, деятели кино — режиссёры Никита Михалков, Карен Шахназаров и Сергей Мирошниченко, продюсер Леонид Верещагин, представители Российского исторического общества, члены Общественного совета при Министерстве культуры РФ и другие, было опубликовано открытое письмо министру культуры РФ Владимиру Мединскому с просьбой временно отозвать прокатное удостоверение у фильма «Смерть Сталина» (среди подписантов — Никита Михалков, Владимир Бортко, Сергей Мирошниченко, Александр Галибин, дочь Георгия Жукова Эра Жукова и другие). Авторы письма усмотрели в трейлере к фильму «оскорбительное отношение к Государственному гимну страны» и оценили фильм как «произведение с очень плохо играющими актёрами, небрежными и неправдивыми декорациями» и «пасквиль на историю нашей страны», и предположили, что содержащаяся в нём информация «может быть расценена как экстремистская, направленная на унижение достоинства российского (советского) человека», а выход фильма в канун 75-летия Сталинградской битвы назвали «плевком в лицо» её жертвам и всем оставшимся в живых. Павел Пожигайло обнаружил в фильме оскорбление ветеранов Великой Отечественной войны и исторических персонажей, дискредитацию государственных символов (советского гимна, орденов и медалей) и наличие сцен чрезмерного насилия. Глава Общественного совета при Министерстве культуры РФ писатель Юрий Поляков заявил, что фильм — «образчик идеологической борьбы с нашей страной». Правнук Сталина, грузинский художник и общественный деятель Яков Джугашвили, в интервью радиостанции «Говорит Москва» сообщил, что не смотрел фильм, но для него достаточно уже определения жанра фильма как комедии, и назвал «нелюдями» авторов картины, для которых «смерть является поводом для смеха». Сын Никиты Хрущёва, Сергей Хрущёв, заявил, что фильм является ярчайшим примером искажения истории СССР и России, что «внедрение в сознание молодого поколения ложного, искажённого и унизительного представления о прошлом, а следовательно, и о настоящем нашей страны, являет собой огромную опасность», и от имени своей семьи попросил министра культуры РФ «приложить все усилия для того, чтобы эта подлая ложь не отравляла чувства людей, пришедших в кино — как молодых, так и тех, для кого ещё свежа память о прошлом».
23 января 2018 года Министр культуры РФ Владимир Мединский заявил  об отзыве прокатного удостоверения с целью проведения дополнительной всесторонней юридической экспертизы, сославшись на мнение присутствовавших на просмотре граждан, и предположив, что зрители воспримут фильм как «оскорбительную насмешку над всем советским прошлым». Правила выдачи прокатного удостоверения позволяют его отзыв при выявлении в фильме информации, «распространение которой запрещено законодательством», и обязывают прокатчика вернуть удостоверение в тридцатидневный срок.
25 января 2018 года, несмотря на отзыв у фильма прокатного удостоверения, сеансы состоялись в московском кинотеатре «Пионер», принадлежащем бизнесмену Александру Мамуту. Министерство культуры РФ заявило о намерении проверить сообщения СМИ о факте показа кинофильма без прокатного удостоверения, а также сообщило, что в случае их подтверждения «в отношении кинотеатра будет возбуждено дело об административном правонарушении». 26 января 2018 года кинотеатр разместил в социальной сети «ВКонтакте» объявление о прекращении показов фильма с 27 января. Всего в кинотеатре состоялось 4 сеанса.
Адвокат Юлий Тай, представляющий интересы «Пионера», отметил, что в протоколах Минкульта нет доказательств того, что показы «Смерти Сталина» проходили в кинотеатре. Он уточнил, что ведомство не проводило собственную проверку, а ссылается на публикацию издания «Известия».
По данным социологического опроса, проведенного ВЦИОМ в феврале 2018 года, 30 % опрошенных россиян, смотревших фильм или что-либо слышавших о нём, поддерживают решение Министерства культуры о запрете показа фильма «Смерть Сталина» в российских кинотеатрах, 35 % — не поддерживают. 58 % опрошенных россиян (среди тех, кто не смотрел) были готовы посмотреть фильм «Смерть Сталина» в случае его выхода на экраны российских кинотеатров.

## Реакция

### Кассовые сборы
Фильм был выпущен 20 октября 2017 года в Великобритании компанией eOne Films и 9 марта 2018 года в США компанией IFC Films. Фильм был показан в разделе «Платформа» на Международном кинофестивале в Торонто.
Фильм заработал 8 млн долларов в США и Канаде и 16,6 млн долларов на других территориях (включая 7,3 млн долларов в Великобритании), что составляет в общей сложности 24,6 млн долларов по всему миру.

### Критика
Фильм получил одобрительные отклики кинокритиков. Сайт «Rotten Tomatoes» присвоил фильму рейтинг 96 % со средним баллом 8,09/10 на основе 237 обзоров кинокритики, которые были обобщены фразой: «„Смерть Сталина“ застаёт режиссёра и соавтора сценария Армандо Иануччи бунтовщиком, заставляющим свой скабрёзный политический юмор отразить главу в истории с болезненно своевременными параллелями». На сайте «Metacritic» полученные фильмом 88 баллов из 100 по 43 отзывам критиков оцениваются как «всеобщее признание».
Критик Дональд Кларк в газете «The Irish Times» пишет, что фильм «начинается с моральной паники и пребывает в этом состоянии до неминуемо ужасающего завершения». Питер Брэдшоу в «The Guardian» пишет, что «страх поднимается подобно трупному газу» в этом «блестящем сатирическом фильме ужасов».
Кинообозреватель «Российской газеты» Валерий Кичин определил жанр фильма как «грубый, но, увы, справедливый трагифарс», и заметил, что осознание того, что в основе гротеска лежит суровая правда, оставляет «чувство шока и бессилия», сравнимое с впечатлением от работ Гойи и Босха, а в сцене смерти вождя обнаружил родство с тем, как она показана в драме (а по определению автора фильма Алексея Германа — трагикомедии) «Хрусталёв, машину!» (1998). Обозреватель «Огонька» Андрей Архангельский считает, что парадоксальным образом именно комедия оказалась способна передать серьёзность и мрачную актуальность описанных событий лучше, чем «серьёзные» антисталинские фильмы, пафос которых невольно возвеличивает Сталина.

### Награды и номинации

#### Награды
- Премия британского независимого кино 2017 года[13]:
  - Лучший актёр в роли второго плана: Саймон Расселл Бил
  - Лучший кастинг: Сара Кроу
  - Лучший грим: Николь Стаффорд
  - Лучший художник: Кристина Касали
- Кинофестиваль в Турине (2017): премия Международной федерации кинопрессы за лучший фильм[11][82]
- Премия Европейской киноакадемии 2018 года в номинации «Лучшая комедия»[12][83]

#### Номинации
- Международный кинофестиваль в Дубае 2017 года, премия «Cinema of the World»
- Международный кинофестиваль в Торонто 2017 года, премия «Platform»
- Премия британского независимого кино 2017 года:
  - Лучший фильм
  - Лучшее достижение: Армандо Иануччи
  - Лучший сценарий: Армандо Иануччи, Дэвид Шнайдер и Ян Мартин
  - Лучшая актриса в роли второго плана: Андреа Райсборо
- Премия BAFTA 2018 года[84]:
  - Выдающийся британский фильм
  - Лучший адаптированный сценарий